# Tanysiptera nigriceps
Tanysiptera nigriceps (альціон-галатея чорноголовий) — вид сиворакшоподібних птахів родини рибалочкових (Alcedinidae). Ендемік Папуа Нової Гвінеї. Раніше вважався підвидом вохристогрудого альціона-галатеї.

## Опис
Довжина птаха становить 35-48 см, враховуючи довгий хвіст, вага 43-74 г. Центральні стернові пера довші за крайні. Верхня частина голови і плечі чорні, спина, надхвістя і дві пари центральних стернових пера білі. Крила і крайні стернові пера блакитні. Нижня частина тіла блідо-охриста. Дзьоб і лапи оранжеві. У представників підвиду T. n. leucura стернові пера повністю білі.

## Підвиди
Виділяють два підвиди:
- T. n. leucura Neumann, 1915 — острів Умбой[en];
- T. n. nigriceps Sclater, PL, 1877 — острови Нова Британія і архіпелаг Дьюк-оф-Йорк[en].

## Поширення і екологія
Чорноголові альціони-галатеї мешкають на островах архіпелагу Бісмарка. Вони живуть у вологих рівнинних і гірських тропічних лісах, на берегах річок і озер, на висоті до 1560 м над рівнем моря. Живляться безхребетними і дрібними хребетними.